# 58. Nemzetközi Matematikai Diákolimpia

A Nemzetközi Matematikai Diákolimpia logója

Az 58. Nemzetközi Matematikai Diákolimpiát (IMO 2017) Rio de Janeiróban, Brazíliában rendezték 2017. július 12-étől 23-áig. A verseny házigazdája az Instituto Nacional de Matemática Pura e Aplicada nevű brazil matematikai kutatóintézet volt. A magyar csapat két arany-, egy ezüst- és egy bronzérmet szerzett.

## Résztvevők
A versenyen 111 ország 615 versenyzője vett részt; közülük 62 volt lány.
A magyar csapat kiválasztása négy válogatóversenyen elért eredmény összesítése alapján történt. A válogatóversenyeken elért pontszámaik alapján a 2017-es nemzetközi matematikai diákolimpia (IMO) részvételi jogát Williams Kada, Baran Zsuzsanna, Gáspár Attila, Matolcsi Dávid, Kovács Benedek, Borbényi Márton szerezte meg. Williams és Baran harmadszor, Gáspár másodszor vehetett részt a versenyen. A magyar csapat vezetője Pelikán József, helyettes vezetője Dobos Sándor volt.

## Verseny
A verseny két fordulójára július 18-án, kedden és július 19-én, szerdán került sor. Mindkét versenynapon 3-3 feladatot kellett megoldaniuk a résztvevőknek, amire mindkét napon négy és fél óra állt rendelkezésükre. A feladatokat a versenyzők anyanyelvükre fordítva kapták meg. Minden egyes feladat teljes és helyes megoldásáért 7 pont járt, így az elérhető legmagasabb pontszám 42 volt. Részmegoldásokért is lehetett pontokat kapni. A feladatok megoldásához hagyományosan nincs szükség a középiskolai matematikaanyagon túlmutató tárgyi tudásra, azonban nehézségükben messze túlmutatnak a matematika érettségi szintjén.

## Eredmények
Az egyes versenyzők az elért pontszámuk függvényében érmeket kaptak: aranyérmet az kapott, aki 25 vagy annál több pontot szerzett; a 19–24 pontot szerzett versenyzők ezüstérmet, a 16–18 pontot elért résztvevők pedig bronzérmet kaptak. (A ponthatárokat a dolgozatok kiértékelése után határozták meg úgy, hogy az arany-, ezüst- és bronzérmek aránya nagyjából 1:2:3 legyen, és hogy az összes versenyzőnek körülbelül a fele kapjon érmet.) A szervezők 48 arany-, 90 ezüst- és 153 bronzérmet osztottak ki. További 222 versenyző (azok, akik nem szereztek érmet, de teljes értékű megoldást adtak legalább egy feladatra) dicséretben részesült.
A legsikeresebb Dél-Korea csapata volt: mind a hat versenyző aranyérmet nyert, összpontszámuk 170 volt. A magyar csapat a 22. helyen végzett 115 ponttal, holtversenyben Románia és Lengyelország csapatával. Gáspár Attila és Borbényi Márton 25-25 ponttal aranyérmet szerzett, Williams Kada 22 ponttal ezüstérmet nyert, míg Baran Zsuzsanna 18 ponttal bronzérmes lett. Kovács Benedek, aki 13 pontot szerzett, dicséretet kapott.
A legnehezebbnek az első versenynap 3. feladata bizonyult. Erre a magyar versenyzők egyike sem kapott pontot, és a 615 versenyző közül csak ketten adtak rá teljes értékű megoldást.

## Országok eredményei pont szerint
Országonként elérhető maximális pontszám 252 pont volt. A 111 csapatból az első 25 helyezett eredményei:
|     | Ország                    | Pont | Arany | Ezüst | Bronz | D |
| --- | ------------------------- | ---- | ----- | ----- | ----- | - |
| 1.  | Dél-Korea                 | 170  | 6     | 0     | 0     | 0 |
| 2.  | Kína                      | 159  | 5     | 1     | 0     | 0 |
| 3.  | Vietnám                   | 155  | 4     | 1     | 1     | 0 |
| 4.  | Amerikai Egyesült Államok | 148  | 3     | 3     | 0     | 0 |
| 5.  | Irán                      | 142  | 2     | 3     | 1     | 0 |
| 6.  | Japán                     | 134  | 2     | 2     | 2     | 0 |
| 7.  | Szingapúr                 | 131  | 2     | 1     | 2     | 1 |
| 7.  | Thaiföld                  | 131  | 3     | 0     | 2     | 1 |
| 9.  | Tajvan                    | 130  | 1     | 4     | 1     | 0 |
| 9.  | Egyesült Királyság        | 130  | 3     | 0     | 2     | 1 |
| 11. | Oroszország               | 128  | 1     | 3     | 2     | 0 |
| 12. | Grúzia                    | 127  | 1     | 2     | 3     | 0 |
| 12. | Görögország               | 127  | 1     | 4     | 1     | 0 |
| 14. | Fehéroroszország          | 122  | 1     | 1     | 4     | 0 |
| 14. | Csehország                | 122  | 1     | 2     | 2     | 1 |
| 14. | Ukrajna                   | 122  | 1     | 2     | 2     | 1 |
| 17. | Fülöp-szigetek            | 120  | 0     | 3     | 3     | 0 |
| 18. | Bulgária                  | 116  | 0     | 4     | 2     | 0 |
| 18. | Olaszország               | 116  | 2     | 1     | 1     | 2 |
| 18. | Hollandia                 | 116  | 1     | 2     | 1     | 1 |
| 18. | Szerbia                   | 116  | 0     | 4     | 2     | 0 |
| 22. | Magyarország              | 115  | 2     | 1     | 1     | 1 |
| 22. | Lengyelország             | 115  | 1     | 0     | 5     | 0 |
| 22. | Románia                   | 115  | 0     | 3     | 2     | 1 |
| 25. | Kazahsztán                | 113  | 1     | 2     | 1     | 1 |

## A magyar csapat
Az egyénileg elérhető maximális pontszám 42 volt. A magyar csapat tagjai:
| Név             | Évfolyam | Iskola                                                          | Város    | Pontszám | Díj      |
| --------------- | -------- | --------------------------------------------------------------- | -------- | -------- | -------- |
| Gáspár Attila   | 11.      | Földes Ferenc Gimnázium                                         | Miskolc  | 25       | Arany    |
| Borbényi Márton | 12.      | Táncsics Mihály Gimnázium                                       | Kaposvár | 25       | Arany    |
| Williams Kada   | 12.      | Radnóti Miklós Kísérleti Gimnázium                              | Szeged   | 22       | Ezüst    |
| Baran Zsuzsanna | 12.      | Fazekas Mihály Gimnázium                                        | Debrecen | 18       | Bronz    |
| Kovács Benedek  | 12.      | Budapesti Fazekas Mihály Gyakorló Általános Iskola és Gimnázium | Budapest | 13       | Dicséret |
| Matolcsi Dávid  | 10.      | Budapesti Fazekas Mihály Gyakorló Általános Iskola és Gimnázium | Budapest | 12       |          |

Baran Zsuzsanna és Williams Kada harmadszor, Gáspár Attila másodszor vett részt a diákolimpián.
A csapat vezetője Pelikán József, helyettes vezetője Dobos Sándor volt.